# غارة عين الصاحب
غارة عين الصاحب هي غارة جوية نفذها سلاح الجو الإسرائيلي يوم 5 أكتوبر 2003 ضد معسكر تدريب فلسطيني في قرية عين الصاحب قرب دمشق في سوريا. وجاءت الغارة بعد يوم واحد من هجوم تبنته حركة الجهاد الإسلامي إستهدف مطعماً في مدينة حيفا الفلسطينية.